# Den mystiska kvinnan
Den mystiska kvinnan (engelska: The Mysterious Lady) är en amerikansk långfilm från 1928 i regi av Fred Niblo, med Greta Garbo, Conrad Nagel, Gustav von Seyffertitz och Albert Pollet i rollerna.

## Rollista
| Greta Garbo            | – Tania                        |
| Conrad Nagel           | – Karl                         |
| Gustav von Seyffertitz | – General Karl von Alexandroff |
| Albert Pollet          | – Max                          |
| Edward Connelly        | – Col. von Raden               |
| Richard Alexander      | – General's Aide               |